# Szymon Krawczyk
Szymon Krawczyk (8 de agosto de 1998) é um desportista polaco que compete no ciclismo nas modalidades de pista e rota. Ganhou uma medalha de bronze no Campeonato Europeu de Ciclismo em Pista de 2018, na carreira por eliminação.

## Medalheiro internacional
| Campeonato Europeu | Campeonato Europeu     | Campeonato Europeu | Campeonato Europeu |
| Ano                | Lugar                  | Medalha            | Competição         |
| ------------------ | ---------------------- | ------------------ | ------------------ |
| 2018               | Glasgow ( Reino Unido) | Medalha de bronze  | Eliminação         |

## Equipas
- Voster (2017-2019)
  - Voster Uniwheels Team (2017-2018)
  - Voster ATS Team (2019)
- CCC Development Team[2] (2020)